# Station Alexisbad
Station Alexisbad is een van de oudste stations van de Harzer Schmalspurbahnen en is geopend rond 1886 en 1887. Het station ligt aan de doorgaande route van de Selketalbahn die vanuit Quendlinburg en Gernrode naar Stiege en dan naar Eisfelder Talmühle gaat, waar de Selketalbahn aansluit op de Harzquerbahn. Het station dient voornamelijk als overstapstation.
Het station heeft ook enkele voorzieningen zoals een kassa, sovenirwinkel en een watervoorziening voor de stoomtreinen. Verder houden alle treinen in Alexisbad een tussenstop en wordt het station ook gebruikt als overstapplaats.
Vanuit het station loopt ook sinds 1888 een aparte uitsteker van de Selketalbahn met een lengte van 3 kilometer naar Harzgerode.
In het weekend en op feestdagen rijden er meer stoomtreinen in plaats van dieseltreinen langs het station om extra toerisme te trekken. In vroegere tijden waren er ook dubbele vertrek tijden met twee stoomtreinen die tegelijk van het station vertrokken. Tegenwoordig gebeurt dit alleen nog bij speciale gelegenheden.
Quedlinburg ·
Quarmbeck ·
Bad Suderode ·
Gernrode ·
Osterteich ·
Sternhaus-Haferfeld ·
Sternhaus-Ramberg ·
Mägdesprung ·
Drahtzug ·
Alexisbad ·
Harzgerode · 
Silberhütte ·
Strassberg-Glasebach ·
Strassberg ·
Güntersberge ·
Friedrichshöhe ·
Albrechtshaus ·
Stiege ·
Hasselfelde · 
Birkenmoor ·
Eisfelder Talmühle